# استندار
اُستندار یک عنوان اداری در زمان حکومت امپراتوری ساسانی بود.  افراد دارای این جایگاه سرزمین‌های سلطنتی، به نام استان، را اداره می‌کردند. این عنوان بعدها، در زمان شهریار سوم پور جمشید (۹۳۷–۹۴۹) به صورت لقبی برای حاکمان دودمان پادوسپانیان در منطقه رویان درآمد.